# 윈도우 비스타에 대한 비판
마이크로소프트가 2007년 1월 30일 소비자용으로 출시한 운영체제인 윈도우 비스타는 평론가와 사용자들로부터 광범위한 비판을 받았다. 새로운 보안 기능, 성능, 드라이버 지원 및 제품 활성화와 관련된 문제로 인해 여러 그룹으로부터 부정적인 평가를 받았다.

## 보안

### 드라이버 서명 요구 사항
보안상의 이유로, 64비트 버전의 윈도우 비스타는 커널 모드에 서명된 드라이버만 설치할 수 있도록 허용한다. 커널 모드에서 실행되는 코드는 시스템에 대한 광범위한 권한을 누리므로, 서명 요구 사항은 알려진 출처의 코드만 이 수준에서 실행되도록 보장하는 것을 목표로 한다. 드라이버가 서명되려면 개발자/소프트웨어 공급업체가 드라이버를 서명할 수 있는 Authenticode 인증서를 받아야 한다. Authenticode 인증서는 마이크로소프트가 신뢰하는 인증 기관에서 얻을 수 있다. 마이크로소프트는 인증서 발급 전에 신청자의 신원을 확인하도록 인증 기관을 신뢰한다. 드라이버가 유효한 인증서로 서명되지 않았거나, 마이크로소프트나 인증 기관에 의해 취소된 인증서로 서명된 경우, 윈도우는 드라이버 로드를 거부한다.
이러한 요구 사항과 관련하여 다음과 같은 비판/주장이 제기되었다.
- 취미 활동가 커뮤니티의 실험을 허용하지 않는다.[4] 비스타 드라이버 서명에 필요한 Authenticode 인증서는 비싸고 소규모 개발자에게는 너무 비싸다.[5] 보통 연간 400~500달러(약 50~60만 원) 정도이다(베리사인 기준).

마이크로소프트는 개발자가 제어하는 시스템에서 서명 요구 사항을 일시적으로 또는 로컬로 비활성화하거나(부팅 시 F8 키를 눌러서), 자체 발행 인증서로 드라이버에 서명하거나, 커널 디버거를 실행하여 드라이버에 서명할 수 있도록 허용한다.
한때 Atsiv라는 타사 도구가 존재했는데, 이는 서명되지 않은 드라이버나 서명된 드라이버 모두 로드할 수 있게 해 주었다. Atsiv는 서명된 "대리" 드라이버를 설치하여 다른 드라이버를 로드하도록 지시할 수 있었고, 이로써 드라이버 서명 요구 사항을 우회했다. 이는 드라이버 서명 요구 사항을 위반하는 것이었기 때문에, 마이크로소프트는 핫픽스 KB932596을 통해 대리 드라이버가 서명된 인증서를 취소함으로써 이 해결 방법을 차단했다.

### 메모리 보호 기능의 결함
보안 연구원 알렉산더 소티로프와 마크 다우드는 주소 공간 배치 난수화(ASLR)와 같은 윈도우 비스타의 새로운 메모리 보호 장치들을 우회하는 기술을 개발했다. 이로 인해 비스타에서 이전에는 이러한 기능 때문에 악용될 수 없었던 기존의 버퍼 오버플로 버그들이 이제 악용될 수 있게 되었다. 이것 자체는 취약점이 아니다. 소티로프는 "우리가 제시한 것은 보호 메커니즘의 약점이다. 공격받는 시스템에 여전히 취약점이 있어야 한다. 취약점이 없으면 이러한 기술은 실제로 아무것도 달성하지 못한다"고 언급했다. 소티로프와 다우드가 논문에서 예시로 사용한 취약점은 2007년 애니메이션 커서 버그인 CVE-2007-0038이다.
한 보안 연구원(디노 다이 조비)은 이것이 비스타 보안에 "완전히 끝장"을 의미한다고 주장했지만 소티로프는 이를 반박하며 "비스타 보안이 '망가졌다'거나 '끝장났다'거나 '고칠 수 없는 취약점이 있다'고 묘사하는 기사들은 완전히 부정확하다. 많은 토론에서 본 제안 중 하나는 사람들이 단순히 윈도우 XP를 사용해야 한다는 것이었다. 사실 XP에는 우리가 우회하는 보호 기능(ASLR 등) 자체가 존재하지 않는다"고 말했다.

## 디지털 권리 관리
또 다른 일반적인 비판은 운영 체제에 새로운 형태의 디지털 권리 관리(DRM)가 통합되었다는 점인데, 특히 보호된 비디오 경로(PVP)는 고대역 디지털 콘텐츠 보호(HDCP) 및 이미지 제약 토큰(ICT)과 같은 기술을 포함한다. 이러한 기능은 HD-DVD 컨소시엄 및 블루레이 협회로부터의 라이선스 제한으로 인해 비스타에 추가되었다. 이는 HD DVD 및 블루레이 디스크의 보호된 콘텐츠 재생 해상도에만 관련되었겠지만, 2017년 현재까지 활성화되지는 않았다. 보호된 채널의 부재가 재생을 막지는 않았다. 오디오는 정상적으로 재생되지만, 블루레이 및 HD DVD의 고화질 비디오는 DVD보다 약간 나은 화질로 다운샘플링 된다.
보호된 비디오 경로는 "보호된" 콘텐츠가 가로챌 수 있는 링크를 통해 전송될 때는 항상 암호화를 사용해야 한다고 규정한다. 이를 사용자 접근 가능 버스(UAB)라고 한다. 또한, 프리미엄 콘텐츠(예: 그래픽 카드)와 접촉하는 모든 장치는 마이크로소프트의 인증을 받아야 한다. 재생이 시작되기 전에 관련된 모든 장치는 하드웨어 기능 스캔(HFS)을 사용하여 정품인지, 조작되지 않았는지 확인된다. 장치는 HDCP로 보호되지 않는 비디오 신호 출력의 해상도를 낮추도록(1920×1080에서 960×540으로) 요구된다. 또한, 마이크로소프트는 손상된 장치에 대한 전역 취소 목록을 유지한다. 이 목록은 일반적인 업데이트 메커니즘을 사용하여 인터넷을 통해 PC로 배포된다. 취소된 드라이버 기능에 대한 유일한 영향은 고수준 보호 콘텐츠가 재생되지 않는다는 것이다. 저화질 재생을 포함한 다른 모든 기능은 유지된다.

### 주요 비평가
뉴질랜드 오클랜드 대학교의 컴퓨터 보안 전문가인 피터 거트만은 백서를 발표했는데, 여기서 그는 이러한 메커니즘에 대해 다음과 같은 우려를 제기했다.
- 장치에 암호화 기능을 추가하면 비용이 증가하며, 이 비용은 사용자에게 전가된다.
- 만약 미디어 산업이 출력을 충분히 보호된 것으로 간주하지 않는다면, 매우 비싼 장비라도 사용을 중단해야 할 수 있다(예: S/PDIF 기반의 고급 오디오 카드).
- 일부 최신 고화질 모니터는 제조업체가 그렇지 않다고 주장할 수 있음에도 불구하고 HDCP를 지원하지 않는다.
- 복잡성 증가는 시스템의 신뢰성을 떨어뜨린다.
- 보호되지 않은 미디어는 새로운 제한을 받지 않으므로, 사용자들이 제한 없이 시청하기 위해 보호를 제거하도록 유도될 수 있으며, 이는 콘텐츠 보호 체계의 원래 목적을 무력화시킨다.
- 출력 비활성화 또는 저하와 같은 보호 메커니즘이 오류로 또는 악의적으로 트리거될 수 있어 서비스 거부 공격을 유발할 수 있다.
- 널리 사용되는 장치의 드라이버를 취소하는 것은 너무 극단적인 조치여서 거트만은 마이크로소프트가 실제로 그렇게 할지는 의심한다고 말한다. 다른 한편으로는 영화 스튜디오에 대한 법적 의무 때문에 그렇게 강요받을 수도 있다.

자유 소프트웨어 재단은 이러한 이유로 "배드비스타"라는 비스타 반대 캠페인을 진행했다.

### 비판에 대한 반응
윈도우 비스타 인사이드 아웃의 저자인 에드 보트는 거트만의 많은 주장을 반박하는 3부작 블로그를 게시했다.
보트의 비판은 다음과 같이 요약될 수 있다.
- 거트만은 마이크로소프트의 오래된 문서와 중고 웹 소스를 기반으로 논문을 작성했다.
- 거트만은 마이크로소프트 사양에서 선택적으로 인용했다.
- 거트만은 자신의 이론을 증명하기 위해 비스타와 실험적인 작업을 하지 않았다. 오히려 그는 잘못된 가정을 하고 그 함의에 대해 엉뚱하게 추측한다.
- 거트만의 논문은 진지한 연구로 제시되었지만, 실제로는 단순히 의견서에 불과하다.

기술 작가 조지 오우(George Ou)는 거트만의 논문이 신뢰할 수 없는 출처에 의존하고 있으며, 거트만이 자신의 이론을 테스트하기 위해 윈도우 비스타를 사용한 적이 없다고 밝혔다.
거트만은 추가 기사에서 보트와 오우 모두에게 응답했는데, 그의 기사의 핵심 주장은 반박되지 않았으며 보트의 반응은 "허위 정보"라고 밝혔다.
마이크로소프트는 거트만의 일부 주장을 반박하는 "스무 가지 질문(및 답변)"이라는 윈도우 비스타 콘텐츠 보호에 대한 블로그 게시물을 발행했다.
마이크로소프트 MVP 폴 스미스는 거트만의 논문에 대한 반박문을 작성하여 그의 주장 일부에 반대했다. 특히 그는 다음과 같이 말한다.
- 마이크로소프트는 이러한 조치에 대해 비난받을 수 없다. 회사는 이 솔루션을 콘텐츠를 전혀 재생할 수 없는 상황에 대한 대안으로 제공했다.
- 보호된 비디오 경로는 한동안 사용되지 않을 것이다. 마이크로소프트와 소니 사이에 블루레이 디스크가 적어도 2010년, 어쩌면 2012년까지는 보호를 의무화하지 않을 것이라는 합의가 있었다고 한다.[21]
- 비스타는 기존 미디어, CD 또는 DVD를 저하시키거나 재생을 거부하지 않는다. 보호된 데이터 경로는 보호된 콘텐츠가 필요할 경우에만 활성화된다.
- 리눅스 또는 macOS와 같은 다른 운영 체제 사용자는 이 프리미엄 콘텐츠에 공식적으로 접근할 수 없다.

마이크로소프트는 또한 콘텐츠 보호 메커니즘이 윈도우 미부터 윈도우에 존재했다고 언급했다.
윈도우 비스타의 메인스트림 및 연장 지원이 각각 2012년 4월 10일과 2017년 4월 11일에 종료되었으므로 윈도우 비스타용 보호된 비디오 경로를 활성화할 계획은 거의 없을 것으로 보인다.

## 하드웨어 요구 사항 및 성능
출시 당시 마이크로소프트는 "오늘날 시장에 나와 있는 거의 모든 PC가 윈도우 비스타를 실행할 것"이며, 2005년 이후 판매된 대부분의 PC가 비스타를 실행할 수 있다고 밝혔다.
윈도우 XP에서 작동했던 일부 하드웨어는 비스타에서는 작동하지 않거나 제대로 작동하지 않는다. 이는 기업들이 폐업했거나 오래된 하드웨어 지원에 관심이 없어 비스타 호환 드라이버를 제공하지 않았기 때문이다.

### 속도
탐스 하드웨어는 2007년 1월 벤치마크를 발표했는데, 동일한 하드웨어 구성에서 윈도우 비스타가 윈도우 XP보다 일반 애플리케이션을 더 느리게 실행하는 것으로 나타났다. 사용된 벤치마크의 일부는 SPEC에서 제공했는데, SPEC은 나중에 "테스트가 동일한 하드웨어 구성으로 수행되었더라도 윈도우 XP를 실행하면서 생성된 결과와 비교해서는 안 된다"고 밝혔다. SPEC은 탐스 하드웨어에서 수행된 경우와 같은 상황에서는 동등한 비교를 할 수 없으며, 그러한 연구를 "유효하지 않은 비교"라고 불렀다. 그러나 탐스 하드웨어 보고서는 SPECviewperf 테스트가 "윈도우 비스타에서 OpenGL 그래픽 라이브러리 지원 부족으로 인해 심각한 영향을 받았다"고 인정했다. 이러한 이유로 보고서는 제조업체가 이러한 드라이버를 사용할 수 있을 때까지 윈도우 XP를 비스타로 교체하지 않을 것을 권고했다.
이 보고서는 또한 실제 응용 프로그램 관련 테스트에서 비스타가 현저히 느리게 작동했다고 결론지었는데, "XviD(DVD에서 XviD MPEG4로) 또는 MainConcept H.264 인코더를 사용한 비디오 트랜스코딩과 같은 CPU 집약적인 응용 프로그램이 표준 벤치마크 시나리오에서 18%에서 거의 24% 더 느리게 작동했다는 점은 실망스럽다"고 언급했다. 포토샵 및 WinRAR을 포함한 다른 일반적으로 사용되는 응용 프로그램도 비스타에서 더 나쁜 성능을 보였다.
윈도우 비스타가 사전 설치된 많은 저가형 및 중급형 컴퓨터는 기본 비스타 설정에서 예외적으로 느린 성능을 보이며, 노트북 제조업체들은 노트북을 윈도우 XP로 "다운그레이드"하는 것을 유료로 제공했다. 그러나 이 "가격"은 불필요하다. 마이크로소프트는 윈도우 비스타 및 윈도우 7 사용자에게 XP를 설치한 다음 마이크로소프트 담당자에게 전화하여 새 제품 키를 요청함으로써 소프트웨어를 자유롭게 "다운그레이드"할 수 있도록 허용한다.

### 파일 작업 성능
2006년 11월 처음 출시되었을 때, 비스타는 다른 운영체제보다 파일 복사 및 삭제와 같은 파일 작업을 더 느리게 수행했다. 한 컴퓨터에서 다른 컴퓨터로 마이그레이션할 때 필요한 대용량 복사는 명령줄 사용과 같은 해결 방법 없이는 어렵거나 불가능해 보였다. 기본적인 파일 작업을 효율적으로 수행하지 못하는 이러한 점은 강한 비판을 받았다. 6개월 후, 마이크로소프트는 특별 성능 및 신뢰성 업데이트를 출시하여 이러한 문제의 존재를 확인했으며, 이는 나중에 윈도우 업데이트를 통해 배포되었고 서비스 팩 1에 포함되었다.
그럼에도 불구하고, 한 벤치마크는 비스타의 원래 릴리스에 비해 성능이 향상되었지만, 서비스 팩 1이 윈도우 XP 수준의 성능을 높이지는 않는 것으로 보고했다. 그러나 그 벤치마크는 ZDNet 내부의 다른 사람들에 의해 의문이 제기되었다. 에드 보트는 동료들의 방법에 의문을 제기하고 결과를 반박하는 벤치마크를 제공했다.

### 게임 성능
비스타 수명 주기 초기에 많은 게임에서 윈도우 XP에 비해 프레임 속도 저하가 나타났다. 이러한 결과는 주로 비스타의 미성숙한 그래픽 카드 드라이버와 비스타 자체의 더 높은 시스템 요구 사항 때문이었다. 2008년 중반 서비스 팩 1이 출시될 무렵에는 게임 벤치마크에서 비스타가 윈도우 XP와 동등한 수준으로 나타났다. 그러나 데빌 메이 크라이 4, 크라이시스, 레프트 4 데드와 같은 게임은 비스타에서의 메모리 요구량이 XP보다 1.5배에서 2배 더 높다고 밝혔다.

### 소프트웨어 비대화
윈도우 비스타가 소프트웨어 블롯을 포함할 수 있다는 우려가 제기되었다. 2007년 일리노이 대학교에서 마이크로소프트의 뛰어난 엔지니어 에릭 트라우트는 "많은 사람들이 윈도우를 크고 비대한 운영 체제라고 생각하며, 이는 공정한 특징일 수도 있다고 인정한다"고 말했다. 그는 이어서 "핵심인 커널과 운영 체제의 핵심을 구성하는 구성 요소는 실제로는 상당히 간소화되어 있다"고 말했다.
전 PC 월드 편집자 에드 보트는 소프트웨어 블롯 주장에 회의적인 반응을 보였다. 그는 마이크로소프트가 판매한 거의 모든 운영 체제가 처음 출시되었을 때 "비대한" 것으로 비판받았으며, 심지어 지금은 그와 정반대로 간주되는 MS-DOS와 같은 운영 체제도 마찬가지였다고 언급했다.

### 비스타 지원 소송
두 소비자가 마이크로소프트를 상대로 미국 연방 법원에 "윈도우 비스타 지원" 마케팅 캠페인이 미끼상술이었다고 주장하며 소송을 제기했다. 일부 윈도우 XP 사전 설치된 컴퓨터는 비스타 홈 베이직만 실행할 수 있었으며, 심지어 사용자 허용 속도로도 실행되지 않을 때도 있었다. 2008년 2월, 시애틀 판사는 해당 소송에 집단 소송 자격을 부여하여 해당 등급의 모든 구매자가 소송에 참여할 수 있도록 허용했다. 소송에서 공개된 문서와 2007년 3월 델 프레젠테이션에서는 윈도우 비스타에 대한 늦은 변경 사항에 대해 논의했는데, 이는 비스타를 사용하기 위해 하드웨어 업그레이드가 필요하도록 인증을 허용했으며, 호환 드라이버 부족으로 인해 비스타 출시 시 하드웨어 공급업체가 "문제를 안고 절뚝거리며 출시"해야 했다. 이는 봉인 해제된 158페이지 분량의 문서에 포함된 여러 비스타 출시 평가 중 하나였다.

### 노트북 배터리 수명
비스타의 새로운 기능과 관련하여, 비스타를 실행하는 노트북의 배터리 전력 사용에 대한 비판이 제기되었다. 이는 윈도우 XP보다 훨씬 빠르게 배터리를 소모하여 배터리 수명을 단축시킬 수 있다. 윈도우 에어로 시각 효과를 끄면 배터리 수명은 윈도우 XP 시스템과 같거나 더 길다. IDC의 분석가인 리처드 심(Richard Shim)은 "새로운 운영체제와 그 새로운 기능, 더 높은 요구 사항이 출시되면서 더 높은 전력 소비는 정상적인 현상"이라며 "윈도우 XP가 나왔을 때도 그랬고, 윈도우 2000이 나왔을 때도 그랬다"고 지적했다.

## 소프트웨어 호환성
가트너에 따르면, "비스타는 기존 응용 프로그램의 상당수가 새로운 시스템에서 작동하도록 다시 작성되어야 한다는 우려, 일부는 입증된 우려에 시달려 왔다." 시스코는 "비스타는 많은 문제를 해결할 것이지만, 모든 행동에는 반응이 따르고 예상치 못한 부작용과 변이가 발생한다. 네트워크는 더 취약해질 수 있다"고 언급한 것으로 알려졌다. PC 월드에 따르면, "소프트웨어 호환성 문제와 버그 우려로 인해 기업들이 마이크로소프트의 새로운 OS로 전환하는 것을 꺼리고 있다." "비용과 호환성에 대한 우려"를 이유로 미국 교통부는 직원들이 비스타로 업그레이드하는 것을 금지했다. 피츠버그 대학교 메디컬 센터는 "여러 주요 프로그램이 여전히 호환되지 않아 환자 예약 소프트웨어 등을 포함하여" 비스타 출시가 상당히 지연되고 있다고 밝혔다.
2007년 7월 현재, 비스타와 호환되는 2,000개 이상의 테스트된 애플리케이션이 있었다. 마이크로소프트는 "Works with Windows Vista" 소프트웨어 표준을 충족하는 레거시 애플리케이션 목록과 보다 엄격한 "Certified for Windows Vista" 표준을 충족하는 애플리케이션 목록을 게시했다. 마이크로소프트는 비스타와 호환되지 않는 애플리케이션을 마이그레이션하기 위한 Application Compatibility Toolkit 5.0 애플리케이션을 출시했으며, 가상화 솔루션인 버추얼박스, 버추얼 PC 2007 또는 VM웨어의 솔루션도 비스타와 호환되지 않는 애플리케이션을 레거시 윈도우 버전에서 계속 실행하기 위한 최후의 수단으로 사용할 수 있다.
마이크로소프트는 또한 기존 XP 시스템에서 비스타로 업그레이드하기 전에 드라이버 및 애플리케이션 호환성 문제를 알려주는 업그레이드 어드바이저 도구(닷넷 프레임워크가 설치되어 있어야 하며 인터넷 연결이 필요함)를 제공했다.

## 발표되었던 기능의 제거
마이크로소프트는 2004년 5월 차세대 보안 컴퓨팅 기반, 2004년 8월 WinFS, 2005년 8월 파워셸(이는 비스타 출시 전 비스타와 별도로 출시되었고, 비스타의 후속작인 윈도우 7에 포함되었다), 2006년 5월 SecurID 지원, 2006년 6월 PC-대-PC 동기화와 같이 논의되었던 일부 기능을 제거한 것에 대해서도 비판을 받았다. 비스타의 초기 "세 가지 기둥"은 출시일을 맞추기 위해 모두 급진적으로 변경되었다.

## 가격 책정
마이크로소프트의 비스타 국제 가격 책정은 많은 사람들에게 너무 비싸다는 비판을 받았다. 나라별 가격 차이가 현저하게 나는데, 특히 미국에서 비스타 사본을 전 세계로 주문하고 배송할 수 있다는 점을 고려하면 $42(€26)에서 $314(€200)까지 절약할 수 있다. 많은 경우, 가격 차이는 윈도우 XP의 경우보다 훨씬 크다. 말레이시아에서 비스타 가격은 약 RM799($244/€155)이다. 2007년 환율 기준으로 영국 소비자들은 같은 소프트웨어에 대해 미국 소비자들보다 거의 두 배를 지불했다.
| “ | 마이크로소프트는 최신 버전의 윈도우인 비스타의 가격 책정에 대해 영국 소비자들로부터 뭇매를 맞았다. 영국(및 프랑스) 고객은 미국 가격의 두 배를 지불할 것이다. 윈도우 XP에서 비스타 홈 베이직으로의 업그레이드는 £100(€126)의 비용이 들지만, 미국 사용자는 £51($100, €64)만 지불할 것이다. | ” |
|   | — 20px, 20px |   |

2007년 1월 윈도우 비스타 출시 이후 마이크로소프트는 비스타의 소매 및 업그레이드 가격을 인하했다. 원래 비스타 얼티밋 전체 소매 가격은 399달러였고, 업그레이드는 259달러였다. 이 가격은 현재 각각 319달러와 219달러로 인하되었다.

## 소프트웨어 보호 플랫폼
비스타는 윈도우 XP의 윈도우 정품 혜택을 기반으로 하는 소프트웨어 보호 플랫폼(SPP)이라는 강화된 복사 방지 기술 세트를 포함한다. 윈도우 비스타 초기 버전(서비스 팩 1 미포함)에서 SPP는 사용자가 "제품 활성화에 실패했거나" 비스타 사본이 "위조품 또는 비정품으로 식별된" 경우 시스템이 진입하는 기능 제한 모드를 포함했다. 마이크로소프트 백서에서는 이 기술을 다음과 같이 설명했다.
| “ | 기본 웹 브라우저가 시작되고 사용자에게 새 제품 키를 구매할 수 있는 옵션이 제공된다. 시작 메뉴도 없고 데스크톱 아이콘도 없으며 데스크톱 배경이 검은색으로 변경된다. [...] 한 시간 후, 시스템은 경고 없이 사용자를 로그아웃시킨다. | ” |

일부 분석가들은 이러한 동작에 의문을 제기했다. 특히 SPP의 이전 버전이 완벽하지 않은 오탐 기록을 가지고 있었고, 적어도 한 번의 일시적인 검증 서버 중단으로 인해 윈도우 업데이트가 "체크인"하고 "검증"에 실패했을 때 많은 합법적인 비스타 및 XP 사본이 "비정품"으로 플래그 지정된 것으로 보고되었다는 점을 고려하면 더욱 그렇다.
마이크로소프트는 윈도우 비스타 서비스 팩 1에서 SPP를 크게 변경했다. 기능 제한 모드 대신 30일 동안 활성화되지 않은 비스타 설치본은 사용자에게 로그인할 때 운영 체제를 활성화하라는 알림 화면을 표시하고, 매시간 바탕 화면을 완전히 검은색으로 변경하며, 주기적으로 알림 풍선을 사용하여 사용자에게 소프트웨어 위조에 대해 경고한다. 또한, 선택 사항으로 분류된 업데이트는 활성화되지 않은 비스타 사본에는 제공되지 않는다. 마이크로소프트는 비스타의 제품 활성화에 대한 추가 세부 정보를 제공하는 기술 게시판을 유지 관리한다.

## 윈도우 얼티밋 엑스트라
윈도우 비스타 얼티밋 사용자들은 독점적인 윈도우 얼티밋 엑스트라를 다운로드할 수 있었다. 이러한 엑스트라는 예상보다 훨씬 느리게 출시되었으며, 비스타 출시 거의 3년 후인 2009년 8월 현재 4개만 사용할 수 있어 약속된 추가 기능을 주로 위해 추가 비용을 지불한 일부 사용자들을 화나게 했다. 마이크로소프트의 윈도우 비스타 얼티밋 담당 이사인 배리 고프(Barry Goffe)는 여러 추가 기능 출시가 예상치 못하게 지연되었지만, "마이크로소프트는 열정적인 윈도우 비스타 얼티밋 고객들을 기쁘게 할 추가 윈도우 얼티밋 엑스트라 컬렉션을 출시할 계획이다"라고 밝혔다.

## 비스타스터
이 용어는 비스타 운영 체제의 올바른 이름을 폄하하는 대체 용어로 만들어졌다. 이 용어의 사용은 당시 애플의 CEO였던 스티브 잡스의 페르소나로 대니얼 라이온스가 글을 쓰는 기술 및 대중문화 코미디 블로그인 더 시크릿 다이어리 오브 스티브 잡스(The Secret Diary of Steve Jobs)에서 사용되면서 인기를 얻었다. 이 용어는 비스타가 판매 및 고객 만족 기대치를 충족하지 못한 것을 지칭한다. 라이온스는 포브스에 이 용어를 사용한 기사를 발표했고, 곧 국제 언론 매체에서도 채택되었다: 조르날 드 노티시아스, 포르투갈 공영방송, 라 나시온, 조선일보, 및 163.com.

## 회고적 분석
라이프와이어의 키스 워드(Keith Ward)는 "윈도우 비스타는 마이크로소프트가 가장 사랑받는 릴리스가 아니었다. 사람들은 윈도우 7을 그리워하지만, 비스타에 대한 사랑은 별로 들리지 않는다. 마이크로소프트는 비스타를 거의 잊었지만, 비스타는 많은 장점을 가진 훌륭하고 견고한 운영 체제였다"고 말했다.

## 같이 보기
- 윈도우 10에 대한 비판
- 모하비 실험